# Лабейкин, Александр Алексеевич
Александр Алексеевич Лабейкин (род. 5 февраля 1948) — советский и российский политик. Первый секретарь Орловского областного комитета КПСС (14 — 23 августа 1991), председатель Орловского областного Совета народных депутатов (май — декабрь 2011).

## Биография
Родился 5 февраля 1948 года в Дубровском районе Брянской области в крестьянской семье.
Окончил Орловский государственный педагогический институт (1971) и Академию общественных наук при ЦК КПСС (1982), работал в школе, затем находился на комсомольской работе. В 1978 году участвовал в составе советской делегации во Всемирном фестивале молодёжи и студентов на Кубе.
В 1982—1985 годах — секретарь Орловского городского комитета компартии во Мценске, в 1988—1991 годах — секретарь Орловского областного комитета коммунистической партии.
В августе 1991 года А. А. Лабейкин был избран 1-м секретарем Орловского обкома КПСС (проработал неделю до роспуска КПСС после путча ГКЧП).
В 1992—1999 годах — начальник управления социальной защиты населения администрации Орловской области.
В 1999 году А. А. Лабейкин избран депутатом Государственной Думы Российской Федерации по Орловскому одномандатному избирательному округу № 134 от избирательного объединения КПРФ. Был членом фракции КПРФ и заместителем председателя Комитета по труду и социальной политике.
С 2003 по 2007 год — заместитель губернатора Орловской области Е. С. Строева.
В 2003 году был избран депутатом Орловского областного Совета народных депутатов по одномандатному избирательному округу № 8, занимал должность заместителя председателя областного Совета.
С мая по декабрь 2011 года исполнял обязанности Председателя областного Совета народных депутатов.
В декабре 2011 года назначен Уполномоченным по правам человека в Орловской области.
Кандидат исторических наук, доктор педагогических наук, профессор.

### Семья
Жена — Галина Александровна Лабейкина;
- дочь Ирина Александровна Гаврилина.

## Награды
- Орден Почёта
- Орден Дружбы
- Почётные грамоты Государственной Думы, Федерального Собрания РФ[1].